# Rafael J. Salvia
Rafael Juan Salvia Giménez (Tortosa, 1915-Madrid, 21 de junio de 1976) fue un guionista y director de cine español.

## Biografía
Si bien su carrera se desarrolló fundamentalmente como guionista de cine, también rubricó como director algunos de los títulos más populares y taquilleros de la historia del séptimo arte en España.
Debutó como guionista en 1950 con la película El final de una leyenda, dirigida por Ricardo Gascón. Poco después el cineasta Ignacio F. Iquino lo contrataba para los guiones de El Judas (1952). Seguirían más de ochenta títulos a lo largo de las casi tres décadas siguientes hasta poco antes de su fallecimiento. De su pluma salieron buena parte de los títulos que durante los años sesenta y setenta constituyeron el género que se dio en llamar landismo y sentó las bases de la comedia cinematográfica española en esa época, denostada por algún sector de la crítica como españolada. 
Entre las películas que escribió se incluyen El día de los enamorados (1959), La gran familia (1962), Atraco a las tres (1962), Sor Citroen (1967), Los chicos del Preu (1967), Un adulterio decente (1969), La tonta del bote (1970), ¡Se armó el belén! (1970), Don Erre que Erre (1970), etc.
Pero además se puso detrás de la cámara para dirigir dos de los títulos más emblemáticos de la comedia costumbrista madrileña de la época: Manolo, guardia urbano (1956) y Las chicas de la Cruz Roja (1958). También escribió y dirigió la fábula rural ¡Aquí hay petróleo! (1955) y el melodrama musical Concierto mágico (Barcelona 1953).

## Filmografía

### Dirección
- Cuentos y leyendas (Serie de TV) (1 episodio)
  - Un hombre honrado (1975)
- Goya (Documental) (1973)
- El químico y el alquimista (Corto documental) (1967)
- I.Q.S. (Corto documental) (1966)
- Proceso a una estrella (1966)
- La cesta (1965)
- Isidro el labrador (1964)
- Una tal Dulcinea (1963)
- La gran familia (sin crédito) (1962)
- Festival en Benidorm (1961)
- Vida sin risas (1960)
- Días de feria (1960)
- Nacido para la música (1959)
- Las chicas de la Cruz Roja (1958)
- El puente de la paz (1958)
- Pasaje a Venezuela (1957)
- Manolo guardia urbano (1956)
- ¡Aquí hay petróleo! (1955)
- Rapto en la ciudad (1955)
- Vuelo 971 (1953)
- Concierto mágico (1953)
- El pórtico de la gloria (1953)

## Premios
Medallas del Círculo de Escritores Cinematográficos
| Año  | Categoría                | Película | Resultado |
| ---- | ------------------------ | -------- | --------- |
| 1952 | Mejor argumento original | El Judas | Ganador   |
| 1973 | Premio especial          | Goya     | Ganador   |